# Marquenterre (streek)

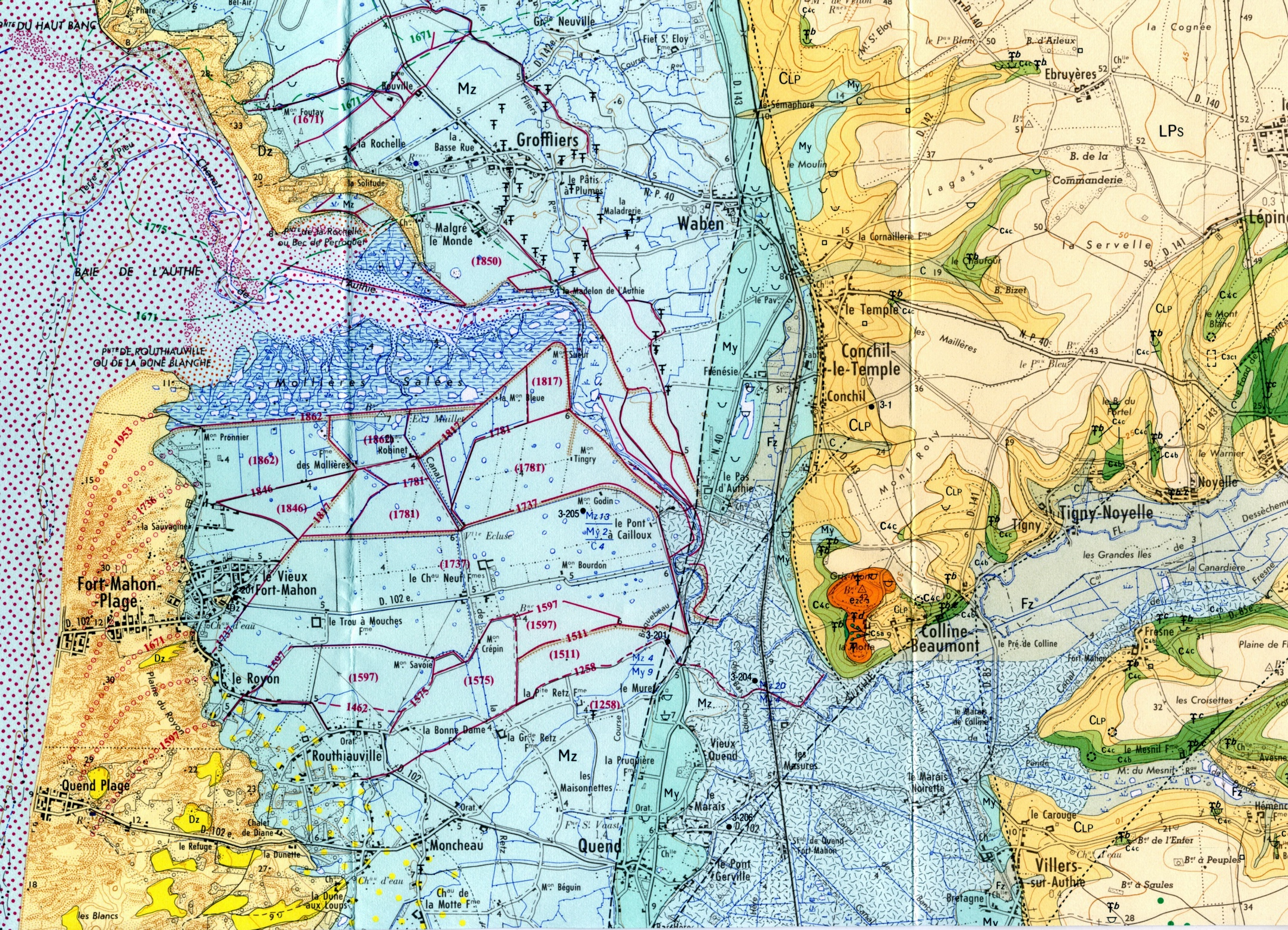
Poldergebied (blauw) in een deel van Marquenterre, bij de Baai van de Authie

Marquenterre (Nederlands: Moerenland) is een streek in de Franse departementen Somme en Pas-de-Calais.
Het was oorspronkelijk het westelijk deel van het graafschap Ponthieu en het omvat het kustgebied van de baai van de Canche tot de baai van de Somme. Met een oppervlakte van ongeveer 23.000 ha omvat het gebied duinen, die deels beplant werden met naaldhout, met verder landinwaarts een gebied van moerassen, en een poldergebied, voorzien van sloten (watergangs) dat wel la Bassure wordt genoemd en in de 12e en 13e eeuw tot stand kwam.
De duinen ontvingen niet enkel zandig materiaal, maar ook materiaal dat afkomstig is van geërodeerd krijtmateriaal, dat wordt meegevoerd door de Somme.
Er zijn diverse vochtige natuurgebieden, en daarnaast is er het Parc du Marquenterre, een vogelreservaat.